# Консультативный координационный совет профсоюзов
Консультативный координационный совет профсоюзов (англ. The Trade Union Advisory Co-ordinating Council, TUACC) — это ассоциация профессиональных союзов ЮАР, действовавшая в 1970-х годах.

## История
Общий фонд пособий фабричным рабочим (англ. General Factory Workers' Benefit Fund) был создан в 1972 году. С 1973 года фонд начал создавать профсоюзы, которые с января 1974 года были организованы в «Консультативный координационный совет профсоюзов».
Профсоюзы работали по производственной принадлежности и стремились быть демократичными и открытыми для всех рабочих, независимо от расы.

## Члены
Поначалу организации-члены совета быстро росли. К концу 1070-х годов они начали терять членов, но продолжали деятельность.
Членами совета были следующие организации: 
| Союз                                                               | Основан  |
| ------------------------------------------------------------------ | -------- |
| Промышленный союз химиков                                          | 1974 год |
| Профсоюз работников мебельной и лесозаготовительной промышленности | 1974 год |
| Профсоюз работников металлургии и смежных отраслей                 | 1974 год |
| Национальный союз текстильщиков                                    | 1973 год |
| Союз работников транспорта и разнорабочих                          | 1974 год |

В 1974 году в Витватерсранде было также основано Общество промышленной помощи (англ. Industrial Aid Society), которое тесно сотрудничало с советом, предоставляя консультативные услуги.

## Закрытие
В 1979 году большинство членов-организаций совета возглавили формирование Федерации южноафриканских профсоюзов (англ. Federation of South African Trade Unions), и совет был распущен.